# Mitsuko Aoyama

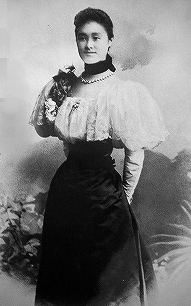
Photographie de Mitsuko Aoyama.

Mitsuko, comtesse de Coudenhove-Kalergi (allemand : Mitsuko, Gräfin von Coudenhove-Kalergi) est née le 7 juillet 1874 à Tokyo et morte le 27 août 1941 à Mödling. Anciennement connue sous le nom de Mitsu Aoyama (青山みつ), elle figure parmi les premiers Japonais à émigrer en Europe, après s'être mariée au diplomate autrichien, Heinrich von Coudenhove-Kalergi, à Tokyo. Elle est la mère de Richard Nikolaus von Coudenhove-Kalergi.

## Biographie
Mitsuko est l'unique fille de la famille Aoyama, spécialisée dans la vente d'antiquités et dans le négoce de pétrole à Tokyo. La famille Aoyama possède également de grandes propriétés. À l'âge de 17 ans, elle rencontre un diplomate et docteur austro-hongrois, le comte Heinrich von Coudenhove alors qu'elle était venue l'aider, son cheval ayant glissé sur la glace (Heinrich visitait souvent la boutique de son père, située à proximité de la légation autrichienne). Heinrich obtint la permission de son père pour qu'elle soit employée comme femme de chambre à la légation, puis, après qu'ils sont tombés amoureux, pour se marier. Cette dernière requête fut refusée, mais le couple défie le père de Mitsuko et se marie le 16 mars 1892 à Tokyo avec l'autorisation des ministres des Affaires étrangères autrichien et japonais. Elle est alors déshéritée et chassée de la maison de son père. Elle se convertit à la religion catholique en se faisant baptiser par François A. Ligneul, un prêtre catholique anti-maçonnique au Japon. En 1896, elle est reçue par l'impératrice Eishō à une réception impériale donnée aux épouses de diplomates étrangers (comme roturière, Mitsuko n'aurait jamais obtenu d'audience, mais bien au titre de comtesse et femme d'ambassadeur) et, encore une fois, peu de temps après la fin de la mission diplomatique d'Heinrich.
Le couple retourne ensuite en Europe, où Mitsuko et ses deux fils Johannes et Richard prennent la gestion des domaines de la famille en la ville bohémienne de Ronsperg. Une fois installée, Mitsuko apprend le français, l'allemand, les mathématiques, la géographie ainsi que l'histoire afin d'essayer de contrer l'hostilité manifestée à l'égard d'Heinrich quant à son retour avec une épouse étrangère. Cinq autres enfants seraient nés d'Heinrich et Mitsuko. Heinrich meurt en 1906 et Mitsuko reprend les propriétés ainsi que l'éducation de ses enfants, pendant qu'elle étudie elle-même le droit et les sciences économiques.
Quand son deuxième fils, Richard, décide de se marier à l'actrice Ida Roland, Mitsuko, dans une intense colère, n'autorise pas leur mariage. Elle haïssait Ida Roland au point de la dénigrer et de la qualifier de « gueuse » ou de « sorcière », car le métier d'actrice était méprisé au Japon depuis de longues années. Elle déshérita Richard courant 1916. Mitsuko n'est jamais retournée au Japon et après avoir succombé, en 1941, à une seconde crise cardiaque, elle est inhumée au Hietzinger Friedhof.

## Enfants et descendants
1. Johann Evangelist Virgilio Graf Coudenhove-Kalergi (1893-1965), né à Tokyo[2]
2. Richard Nikolaus Graf von Coudenhove-Kalergi (1894-1972), né à Tokyo, fondateur de l'Union Paneuropéenne internationale
3. Gerolf Joseph Benedikt Maria Valentin Franz Coudenhove-Kalergi (1896-1978), né en Autriche, père de la journaliste Barbara Coudenhove-Kalergi et de l'artiste Michael Coudenhove-Kalergi[3],[4]
4. Elisabeth Maria Anna Coudenhove-Kalergi (1898-1936), née en Autriche, secrétaire d'Engelbert Dollfuss
5. Olga Marietta Henriette Maria Coudenhove-Kalergi (1900-1976), née en Autriche
6. Ida Friederike Görres (1901-1971), née en Tchéquie, écrivaine
7. Karl Heinrich Franz Maria Coudenhove-Kalergi (1903-1987), né en Autriche

## Héritage
Mitsu est une figure populaire dans la filmographie japonaise et la comédie musicale Mitsuko retrace sa vie. Elle est aussi le principal personnage du manga Lady Mitsuko par Waki Yamato.